# ميوسا
ميوسا (بالنرويجية: Mjøsa) هي بحيرة طبيعية تقع في الجزء الجنوبي من مملكة النرويج، حوالي 100 كم شمال أوسلو، وهي أكبر بحيرات النرويج.
| الارتفاع | المساحة | متوسط العمق | أعمق نقطة | الطول  | العرض       | الحجم  |
| -------- | ------- | ----------- | --------- | ------ | ----------- | ------ |
| 119 م    | 368 كم² | 153 م       | 449 م     | 105 كم | 1.6-14.5 كم | 56 كم³ |

## معرض صور

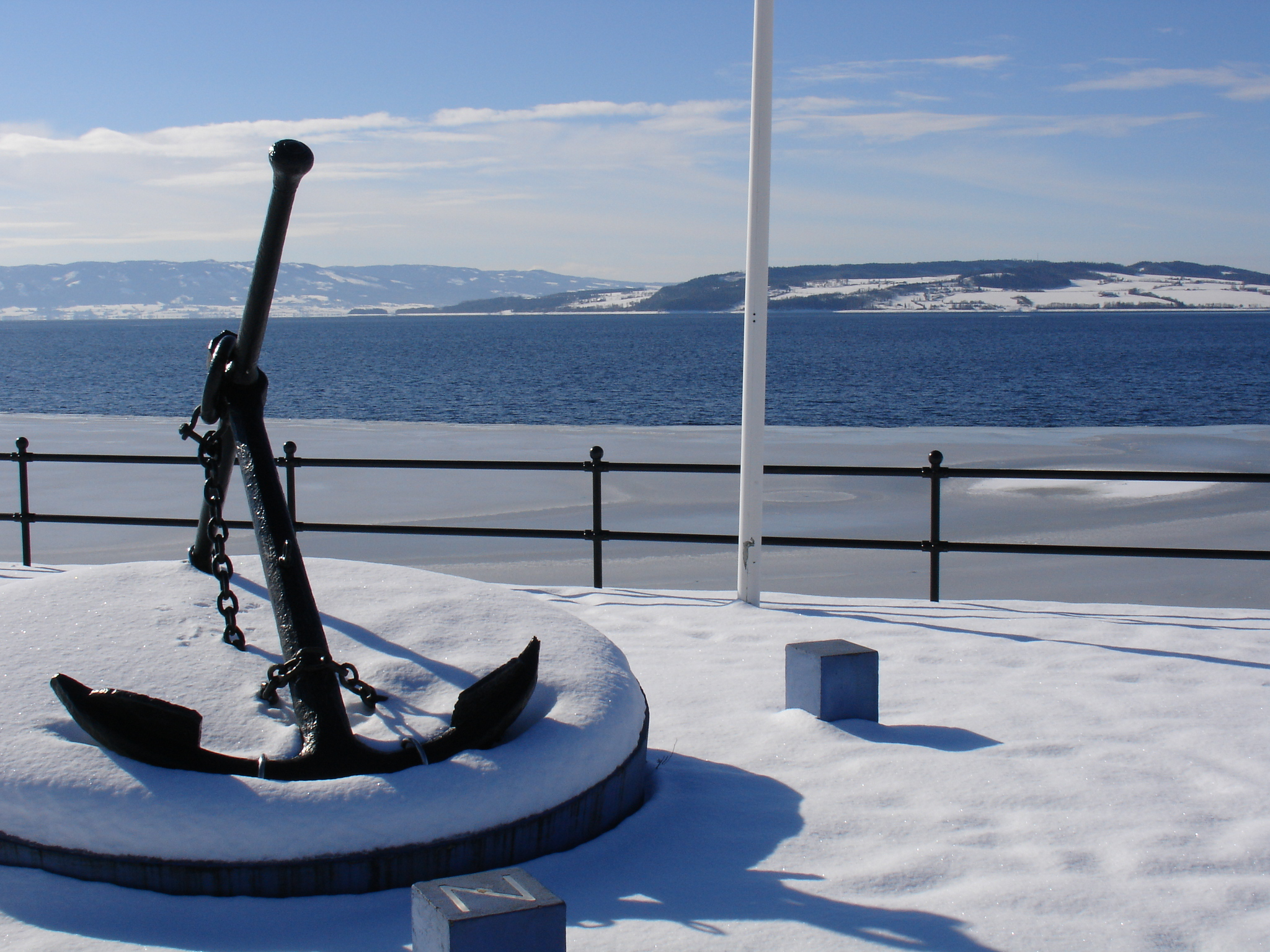
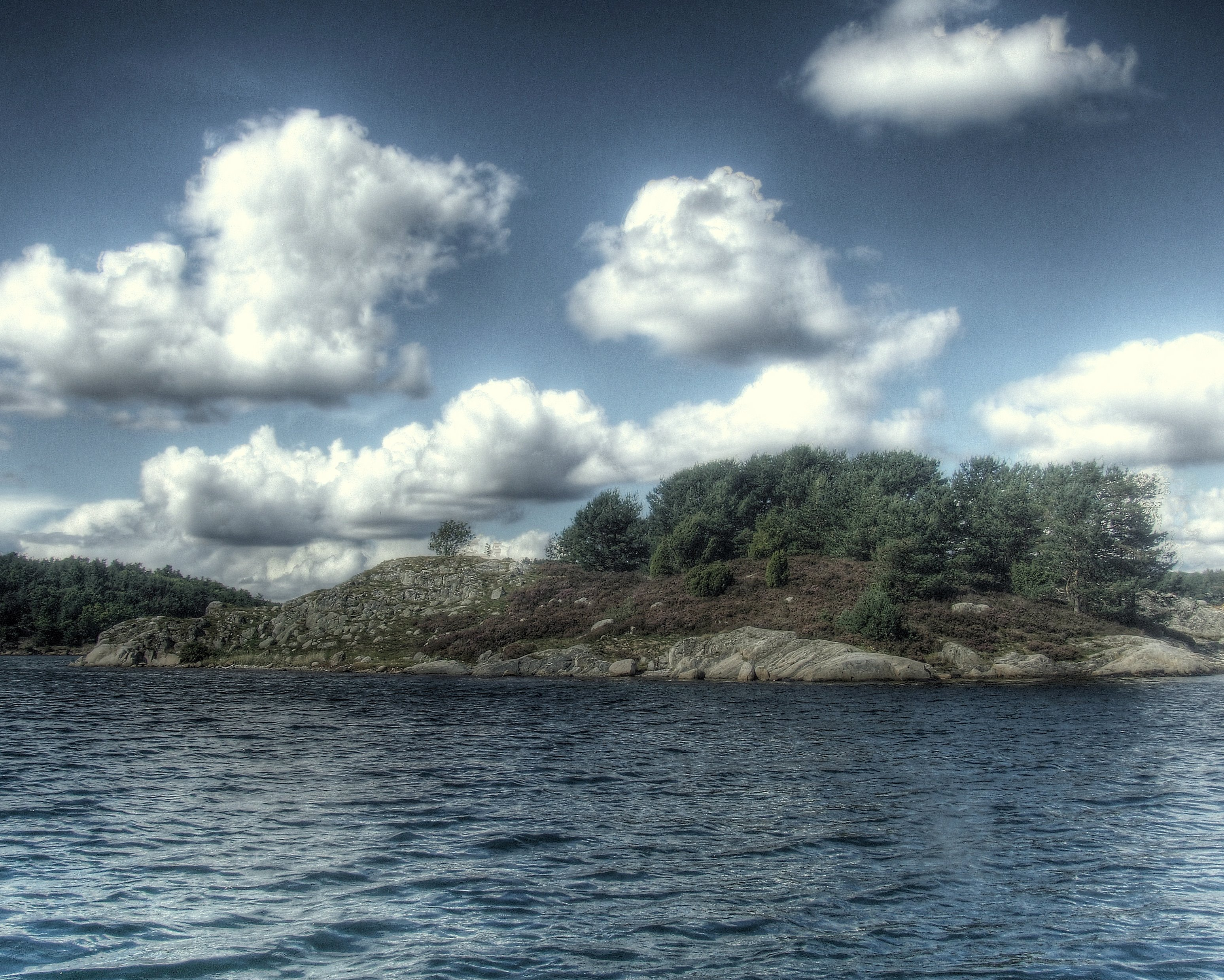
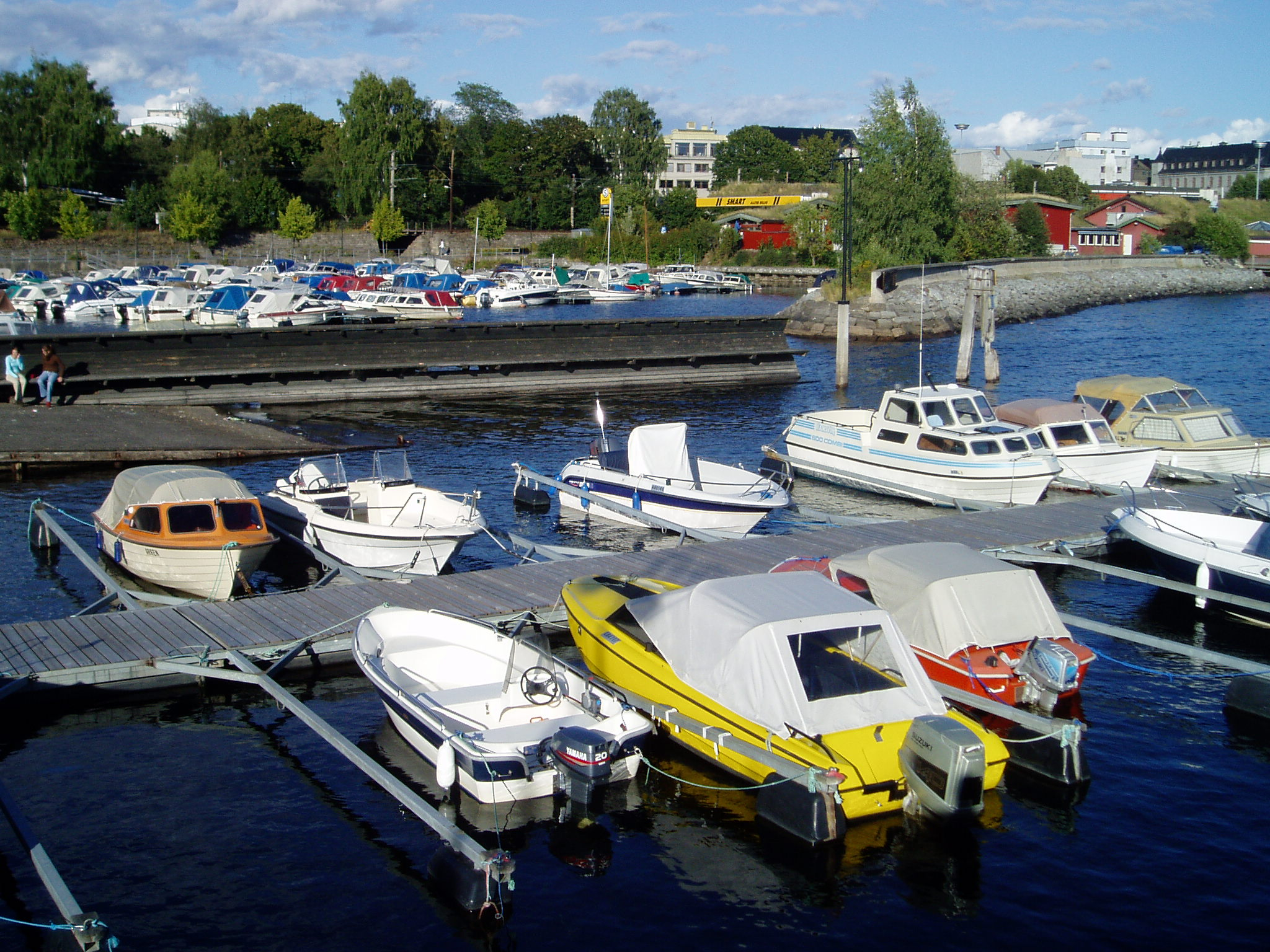
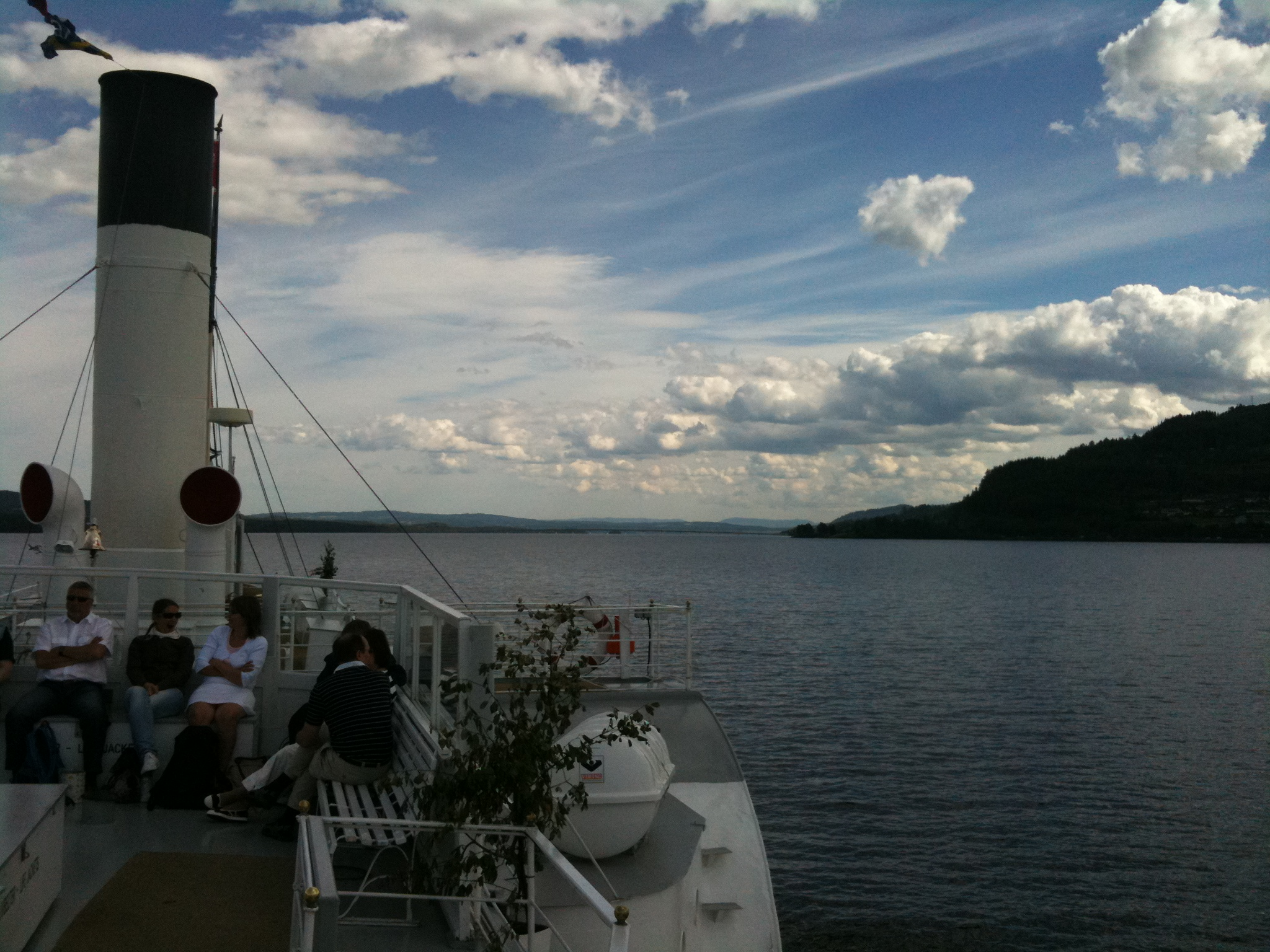
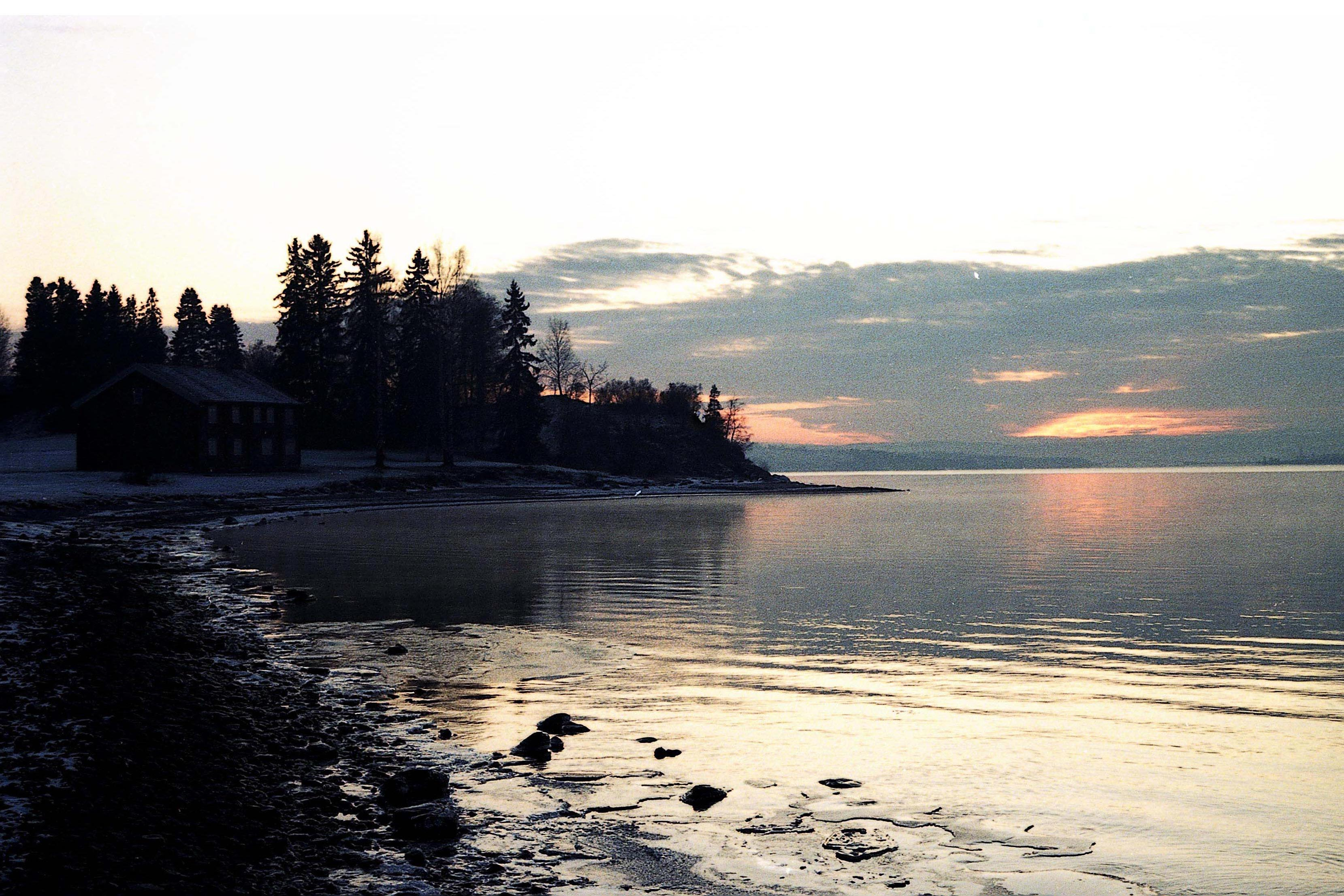